# Nieuil
Pour les articles homonymes, voir Nieuil (homonymie).
Nieuil (Nuelh en limousin, dialecte occitan) est une commune du Sud-Ouest de la France, située dans le département de la Charente (région Nouvelle-Aquitaine).

## Géographie

### Localisation et accès

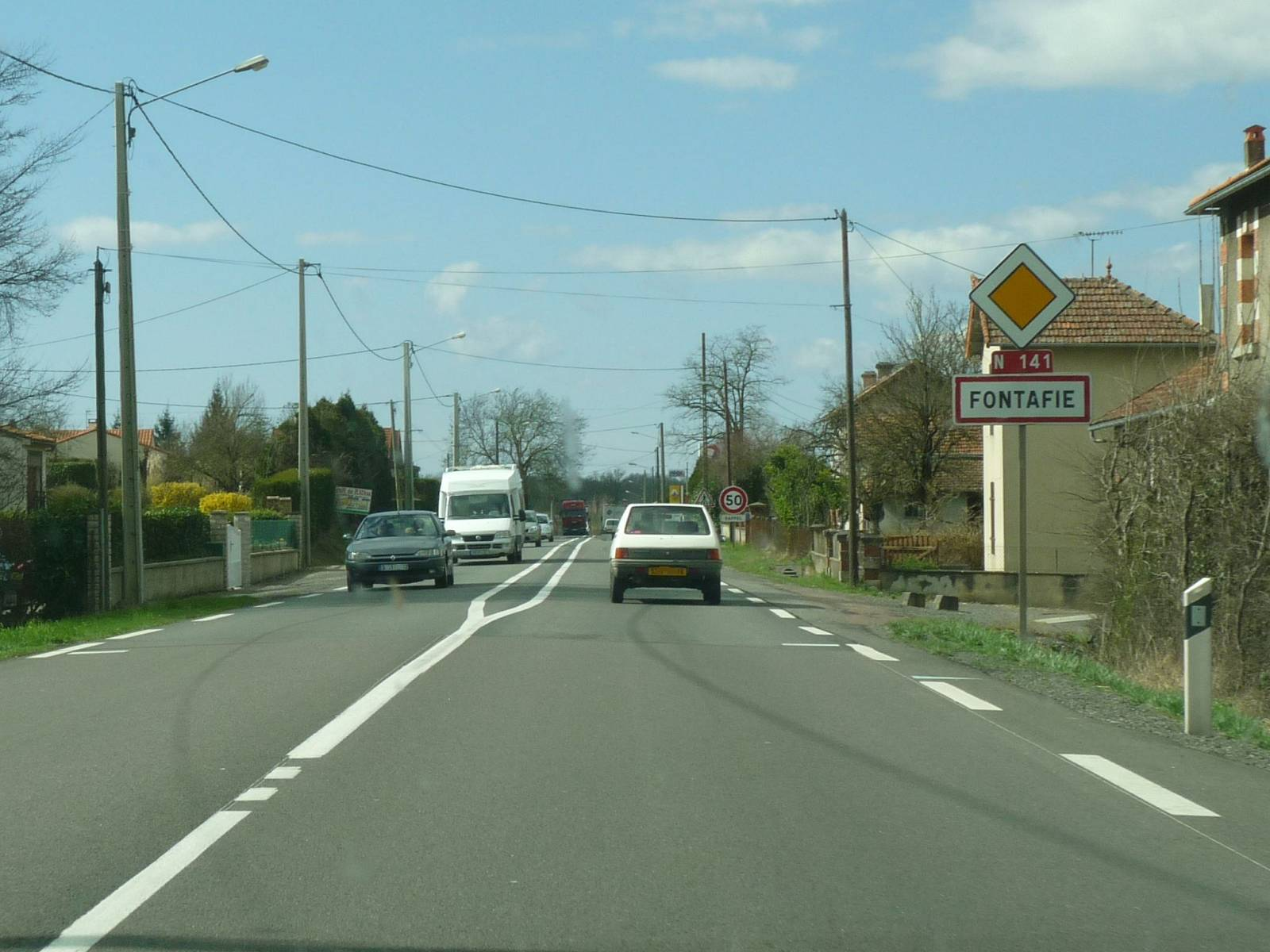
La N 141 à Fontafie.

Nieuil est une commune du nord-est de la Charente située à 3 km au sud-est de Saint-Claud et à 37 km au nord-est d'Angoulême.
Elle est aussi à 6 km à l'ouest de Roumazières-Loubert, 7 km au nord-est de Chasseneuil, 14 km au sud de Champagne-Mouton, 20 km au sud-ouest de Confolens et 25 km à l'est de Mansle.
La commune est principalement traversée par la D 739, ancienne route nationale 739 qui allait de Fontafie à Rochefort. Elle est aussi bordée à l'est par la route nationale 141, route de Saintes à Clermont-Ferrand par Angoulême et Limoges.
La commune est assez étendue, surtout au nord-est où elle touche les faubourgs de Roumazières (le Petit Madieu).
La commune est aussi traversée par la D 60, qui va de La Rochefoucauld à Confolens par Suaux et Chantrezac et qui passe au bourg, ainsi que par la D 172 qui relie Saint-Claud à Roumazières.

### Hameaux et lieux-dits
La petite agglomération industrielle de Fontafie est à cheval avec la commune de Genouillac. Elle est née avec la tuilerie-briqueterie Perrusson à la fin du XIXe siècle.
Nieuil compte aussi de nombreux autres hameaux : les Mias, Touillac, l'Espinassouse, le Cluzeau, et de nombreuses fermes.

### Communes limitrophes
| Saint-Claud |        |                          |
|             | Nieuil | Terres-de-Haute-Charente |
| Lussac      | Suaux  |                          |

### Géologie et relief
La commune se situe sur les derniers plateaux calcaires du Bassin aquitain en allant vers la Charente limousine.
Les plateaux datent du Jurassique inférieur et sont recouverts d'argile à silex, dépôts tertiaires en provenance du Massif central tout proche (à Genouillac),,.
Le relief est assez plat; l'altitude moyenne déjà relativement élevée pour la Charente s'élève à 190 m, et le terrain est légèrement incliné vers l'ouest. La commune culmine à 218 m d'altitude, à son extrémité orientale près du Petit Madieu, et le point le plus bas, 128 m, est situé en limite nord-ouest sur le Son, près de Champlaurier. Le bourg est à 140 m d'altitude.

### Hydrographie

#### Réseau hydrographique
La commune est située dans le bassin versant de la Charente au sein du Bassin Adour-Garonne. Elle est drainée par la Son-Sonnette et le Courbary et par divers petits cours d'eau, qui constituent un réseau hydrographique de 17 km de longueur totale,.
La commune est traversée par le Son, qui traverse la commune d'est en ouest. Le Son passe ensuite à Saint-Claud et rejoint la Sonnette pour former le Son-Sonnette qui se jette dans la Charente en amont de Mansle. La source du Son est dans la commune de Roumazières.
Le terrain argileux est aussi propice à de nombreux ruisseaux en surface, affluents du Son. La vallée du Son est assez plate et commence à ne s'encaisser légèrement qu'à Saint-Claud.

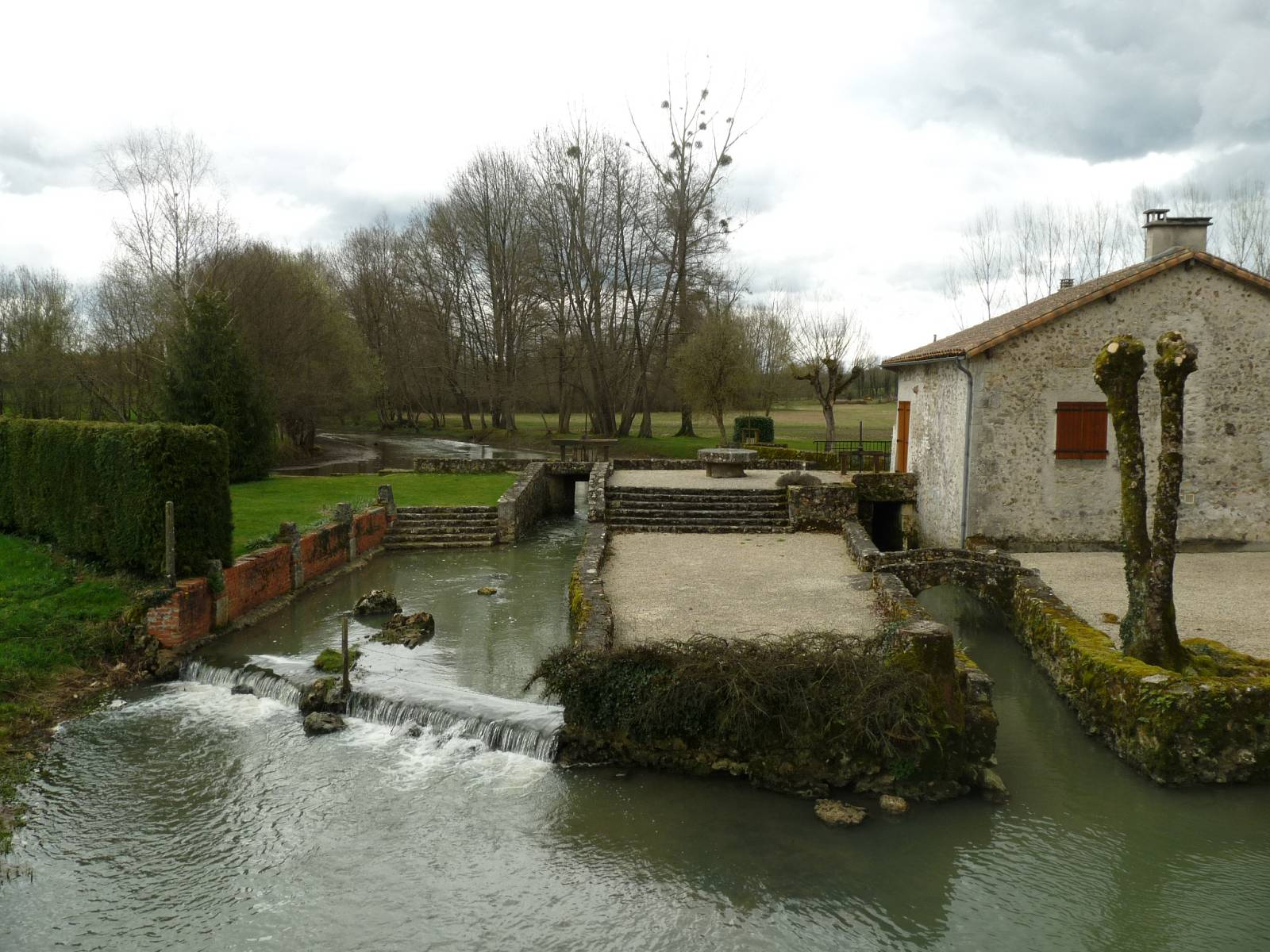
Le Son et l'ancien moulin.
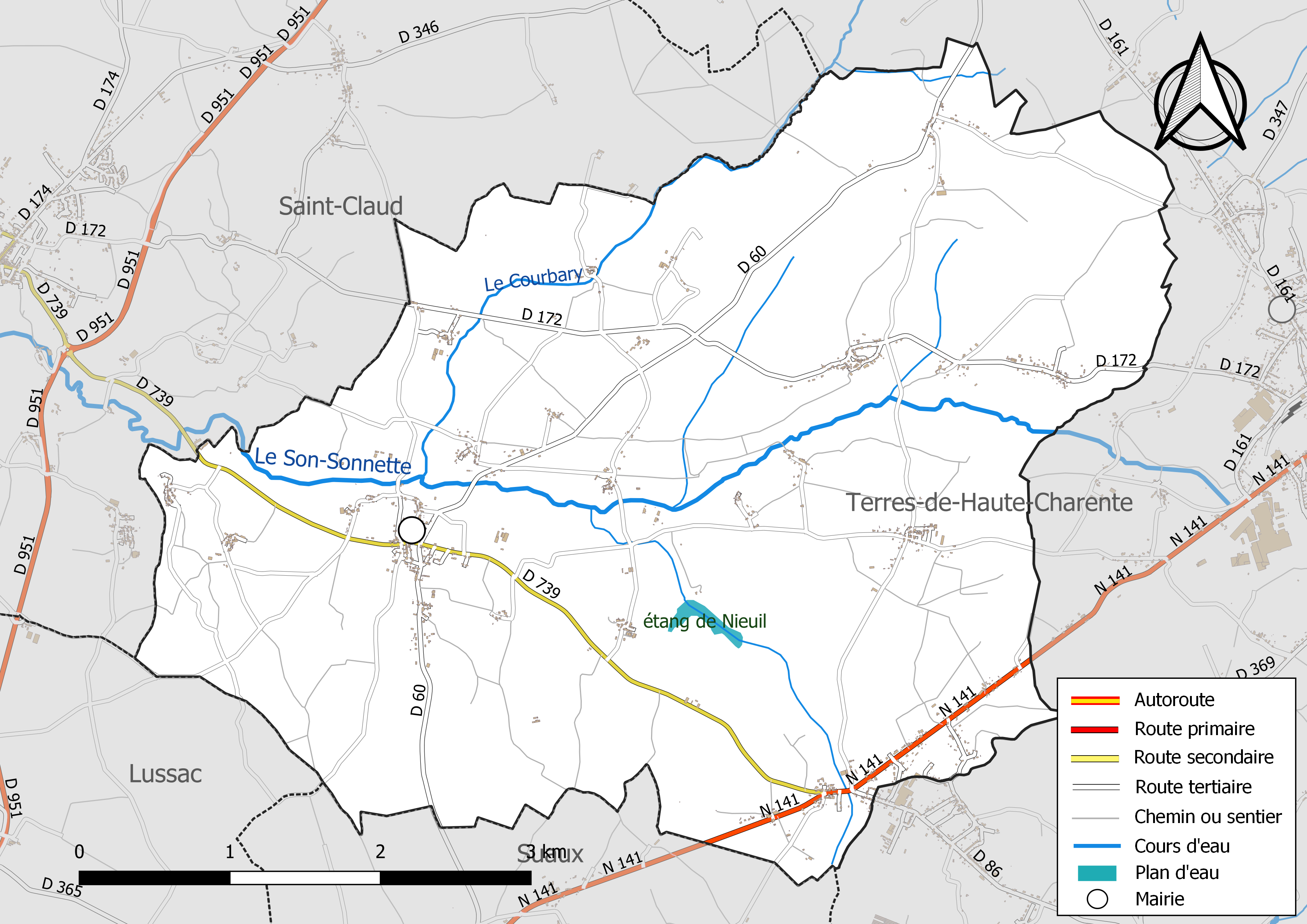
Réseaux hydrographique et routier de Nieuil

#### Gestion des eaux
Le territoire communal est couvert par le schéma d'aménagement et de gestion des eaux (SAGE) « Charente ». Ce document de planification, dont le territoire correspond au bassin de la Charente, d'une superficie de 9 300 km2, a été approuvé le 19 novembre 2019. La structure porteuse de l'élaboration et de la mise en œuvre est l'établissement public territorial de bassin Charente. Il définit sur son territoire les objectifs généraux d’utilisation, de mise en valeur et de protection quantitative et qualitative des ressources en eau superficielle et souterraine, en respect des objectifs de qualité définis dans le troisième SDAGE  du Bassin Adour-Garonne qui couvre la période 2022-2027, approuvé le 10 mars 2022.

### Climat
Comme dans les trois quarts sud et ouest du département, le climat est océanique aquitain, légèrement dégradé car la commune se situe aux abords de la Charente limousine.

### Végétation
La commune est assez boisée, et les champs assez morcelés.

## Urbanisme

### Typologie
Au 1er janvier 2024, Nieuil est catégorisée commune rurale à habitat dispersé, selon la nouvelle grille communale de densité à 7 niveaux définie par l'Insee en 2022.
Elle est située hors unité urbaine et hors attraction des villes,.

### Occupation des sols
L'occupation des sols de la commune, telle qu'elle ressort de la base de données européenne d’occupation biophysique des sols Corine Land Cover (CLC), est marquée par l'importance des territoires agricoles (69 % en 2018), en diminution par rapport à 1990 (70 %). La répartition détaillée en 2018 est la suivante : 
prairies (31,3 %), forêts (27,6 %), zones agricoles hétérogènes (23,2 %), terres arables (14,6 %), zones urbanisées (3,4 %). L'évolution de l’occupation des sols de la commune et de ses infrastructures peut être observée sur les différentes représentations cartographiques du territoire : la carte de Cassini (XVIIIe siècle), la carte d'état-major (1820-1866) et les cartes ou photos aériennes de l'IGN pour la période actuelle (1950 à aujourd'hui).

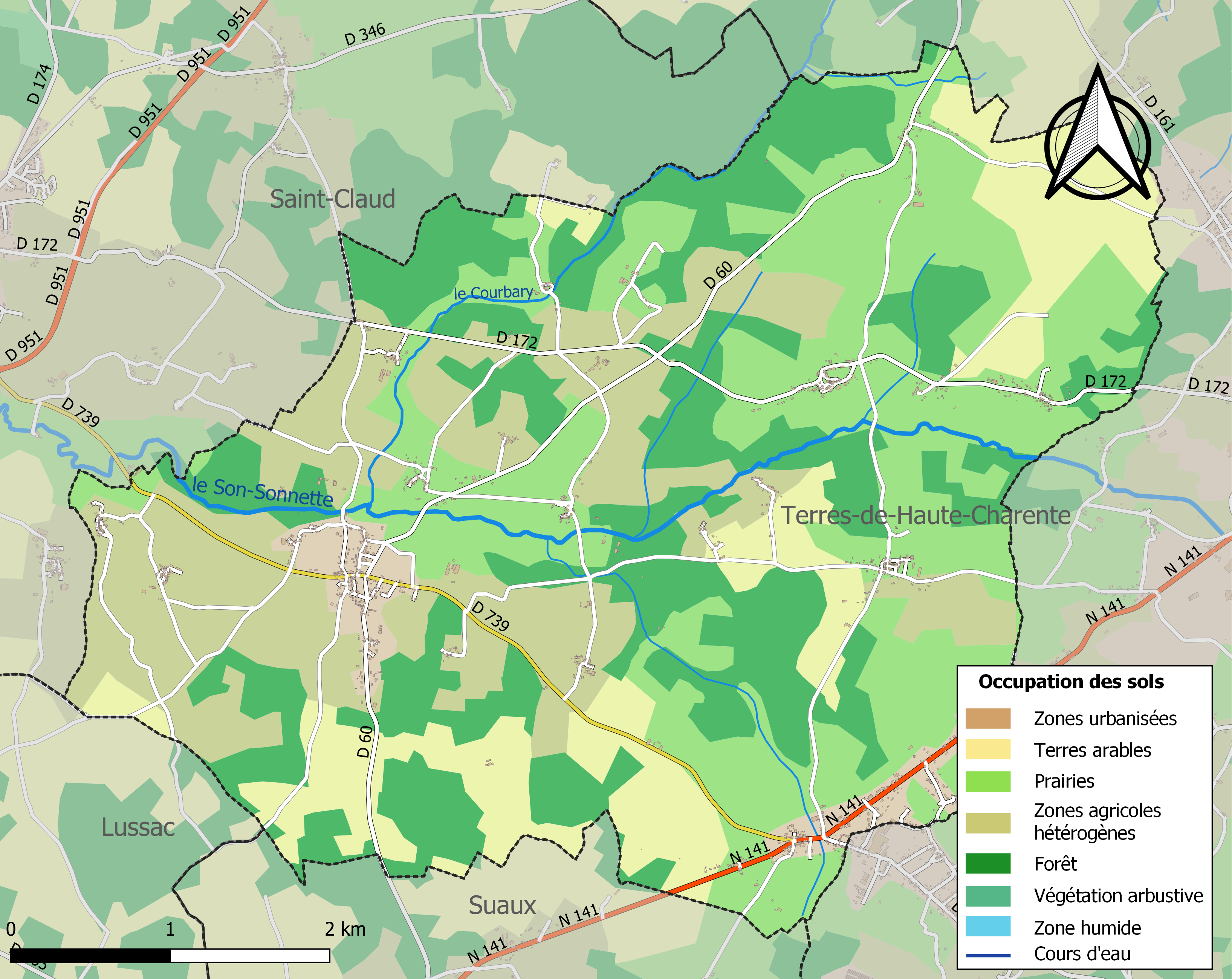
Carte des infrastructures et de l'occupation des sols de la commune en 2018 (CLC).

### Risques majeurs
Le territoire de la commune de Nieuil est vulnérable à différents aléas naturels : météorologiques (tempête, orage, neige, grand froid, canicule ou sécheresse), mouvements de terrains et séisme (sismicité faible). Il est également exposé à un risque technologique,  le transport de matières dangereuses. Un site publié par le BRGM permet d'évaluer simplement et rapidement les risques d'un bien localisé soit par son adresse soit par le numéro de sa parcelle.

#### Risques naturels

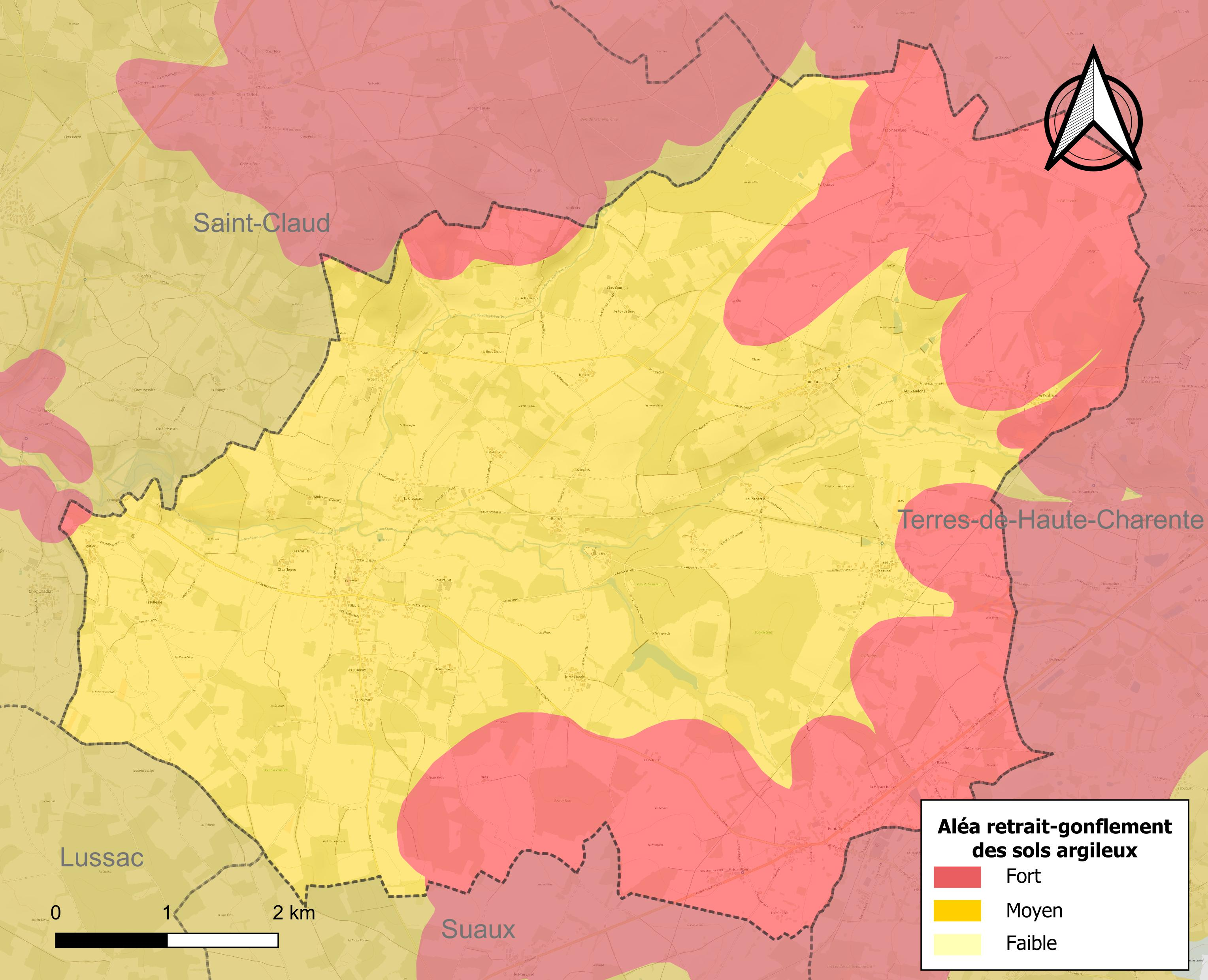
Carte des zones d'aléa retrait-gonflement des sols argileux de Nieuil.

Les mouvements de terrains susceptibles de se produire sur la commune sont des affaissements et effondrements liés aux cavités souterraines (hors mines). Par ailleurs, afin de mieux appréhender le risque d’affaissement de terrain, l'inventaire national des cavités souterraines permet de localiser celles situées sur la commune.
Le retrait-gonflement des sols argileux est susceptible d'engendrer des dommages importants aux bâtiments en cas d’alternance de périodes de sécheresse et de pluie. La totalité de la commune est en aléa moyen ou fort (67,4 % au niveau départemental et 48,5 % au niveau national). Sur les 531 bâtiments dénombrés sur la commune en 2019,  531 sont en aléa moyen ou fort, soit 100 %, à comparer aux 81 % au niveau départemental et 54 % au niveau national. Une cartographie de l'exposition du territoire national au retrait gonflement des sols argileux est disponible sur le site du BRGM,.
Par ailleurs, afin de mieux appréhender le risque d’affaissement de terrain, l'inventaire national des cavités souterraines permet de localiser celles situées sur la commune.
La commune a été reconnue en état de catastrophe naturelle au titre des dommages causés par les inondations et coulées de boue survenues en 1982, 1983, 1988, 1999 et 2009. Concernant les mouvements de terrains, la commune a été reconnue en état de catastrophe naturelle au titre des dommages causés par des mouvements de terrain en 1999.

#### Risques technologiques
Le risque de transport de matières dangereuses sur la commune est lié à sa traversée par une ou des infrastructures routières ou ferroviaires importantes ou la présence d'une canalisation de transport d'hydrocarbures. Un accident se produisant sur de telles infrastructures est susceptible d’avoir des effets graves sur les biens, les personnes ou l'environnement, selon la nature du matériau transporté. Des dispositions d’urbanisme peuvent être préconisées en conséquence.

## Toponymie
Une forme ancienne est Niolio en 1328.
L'origine du nom de Nieuil vient du gaulois novio, nouveau, et le préfixe -ialo, champ ou clairière. Nieuil signifie « nouvelle clairière »,.

### Langues
La commune est dans la partie occitane de la Charente qui en occupe le tiers oriental, et le dialecte est limousin. 
Elle se nomme Nuelh en occitan.

## Histoire
Le prieuré de Sainte-Marie-Madeleine de l'Espinassouse, situé au lieu-dit du même nom au nord-est de la commune, appartenait à l'abbaye Saint-Pierre d'Uzerche. Fondé au XIe siècle sur des terres données à l'abbaye d'Uzerche avec le consentement de l'évêque d'Angoulême, il perdurera jusqu'au XVIe siècle. Puis il est tombé en ruines,.
La commune de Nieuil accueillait François Ier qui y avait un relais de chasse, lequel a évolué pour devenir l'actuel château de Nieuil.
Le premier seigneur de Nieuil connu était en 1467 Bernon Jaubert, écuyer. Entre le XVIe et XVIIe siècles, le château appartient aux Green de Saint-Marsault, jusqu'au mariage en 1724 de Suzanne Green, dame de Nieuil, avec Jean Perry, chevalier et seigneur de Montmoreau.
Jusqu'à la Révolution, les Perry restent seigneurs de la terre de Nieuil érigée en marquisat par Louis XV.
En 1886 le comte Guillaume Guy de Dampierre (1849-1906), auteur de l'essai sur l'histoire de la maison des Dampierre en Normandie, achète la terre de Nieuil et fait entièrement reconstruire le château, avec l'aide de l'architecte charentais Alexandre Mignon.
Il y a fait pousser en 1900 le vignoble de la Brénanchie, qui a été connu localement.
Un haut fourneau a  été construit au lieu-dit Champlaurier au XVIIe siècle et ne s'est éteint qu'à la fin du XIXe siècle. La forge a continué à fonctionner jusqu'aux années 1930.
Au tout début du XXe siècle, l'industrie dans la commune était représentée par cette forge, une des rares du département qui aient subsisté à cette époque, quelques moulins à blé et fours à chaux, et une fabrique de carton ondulé à Fontafie.
Entre 1910 et 1954, la commune était aussi traversée par la voie ferrée de Roumazières à Ruffec et elle y possédait une petite gare, aujourd'hui habitation.

## Politique et administration
| Période                                  | Période         | Identité             | Étiquette   | Qualité                  |
| ---------------------------------------- | --------------- | -------------------- | ----------- | ------------------------ |
| 1919                                     | ?               | Léonard de Dampierre | Clémenciste | Propriétaire viticulteur |
| 2001                                     | 2008            | Simone Nepoux        |             |                          |
| 2008                                     | 2014            | Gérard Grolleau      | SE          | Retraité                 |
| 2014                                     | 2020            | Guy Cadet (d)        | SE          | Retraité                 |
| 2020                                     | 15 octobre 2020 | Thierry Mandon (d)   |             |                          |
| 16 octobre 2020                          | En cours        | Laurent Sellier (d)  |             | Agriculteur              |
| Les données manquantes sont à compléter. |                 |                      |             |                          |

## Démographie

### Évolution démographique
L'évolution du nombre d'habitants est connue à travers les recensements de la population effectués dans la commune depuis 1793. Pour les communes de moins de 10 000 habitants, une enquête de recensement portant sur toute la population est réalisée tous les cinq ans, les populations de référence des années intermédiaires étant quant à elles estimées par interpolation ou extrapolation. Pour la commune, le premier recensement exhaustif entrant dans le cadre du nouveau dispositif a été réalisé en 2006.

En 2022, la commune comptait 889 habitants, en évolution de −4,72 % par rapport à 2016 (Charente : −0,48 %, France hors Mayotte : +2,11 %).
| 1793  | 1800  | 1806  | 1821  | 1831  | 1841  | 1846  | 1851  | 1856  |
| ----- | ----- | ----- | ----- | ----- | ----- | ----- | ----- | ----- |
| 1 165 | 1 085 | 1 196 | 1 359 | 1 412 | 1 564 | 1 612 | 1 570 | 1 492 |

| 1861  | 1866  | 1872  | 1876  | 1881  | 1886  | 1891  | 1896  | 1901  |
| ----- | ----- | ----- | ----- | ----- | ----- | ----- | ----- | ----- |
| 1 389 | 1 337 | 1 219 | 1 278 | 1 293 | 1 437 | 1 415 | 1 363 | 1 348 |

| 1906  | 1911  | 1921  | 1926  | 1931 | 1936  | 1946 | 1954 | 1962  |
| ----- | ----- | ----- | ----- | ---- | ----- | ---- | ---- | ----- |
| 1 451 | 1 435 | 1 187 | 1 132 | 989  | 1 027 | 947  | 918  | 1 043 |

| 1968  | 1975 | 1982 | 1990 | 1999 | 2006 | 2011 | 2016 | 2021 |
| ----- | ---- | ---- | ---- | ---- | ---- | ---- | ---- | ---- |
| 1 021 | 941  | 931  | 954  | 907  | 927  | 917  | 933  | 903  |

| 2022 | - | - | - | - | - | - | - | - |
| ---- | - | - | - | - | - | - | - | - |
| 889  | - | - | - | - | - | - | - | - |

### Pyramide des âges
La population de la commune est relativement âgée.
En 2018, le taux de personnes d'un âge inférieur à 30 ans s'élève à 26,9 %, soit en dessous de la moyenne départementale (30,2 %). À l'inverse, le taux de personnes d'âge supérieur à 60 ans est de 32,5 % la même année, alors qu'il est de 32,3 % au niveau départemental.
En 2018, la commune comptait 470 hommes pour 463 femmes, soit un taux de 50,38 % d'hommes, légèrement supérieur au taux départemental (48,41 %).
Les pyramides des âges de la commune et du département s'établissent comme suit.
| Hommes | Classe d’âge | Femmes |
| ------ | ------------ | ------ |
| 0,6    | 90 ou +      | 1,5    |
| 8,2    | 75-89 ans    | 12,4   |
| 22,7   | 60-74 ans    | 19,6   |
| 23,7   | 45-59 ans    | 23,8   |
| 17,8   | 30-44 ans    | 15,9   |
| 10,8   | 15-29 ans    | 10,5   |
| 16,2   | 0-14 ans     | 16,2   |

| Hommes | Classe d’âge | Femmes |
| ------ | ------------ | ------ |
| 1      | 90 ou +      | 2,7    |
| 9,2    | 75-89 ans    | 12     |
| 20,6   | 60-74 ans    | 21,3   |
| 20,7   | 45-59 ans    | 20,3   |
| 16,8   | 30-44 ans    | 16     |
| 15,6   | 15-29 ans    | 13,4   |
| 16,1   | 0-14 ans     | 14,3   |

## Économie

### Tourisme
- Hôtel 4 étoiles du château de Nieuil
- Restaurant gastronomique
- Restaurant

## Équipements, services et vie locale

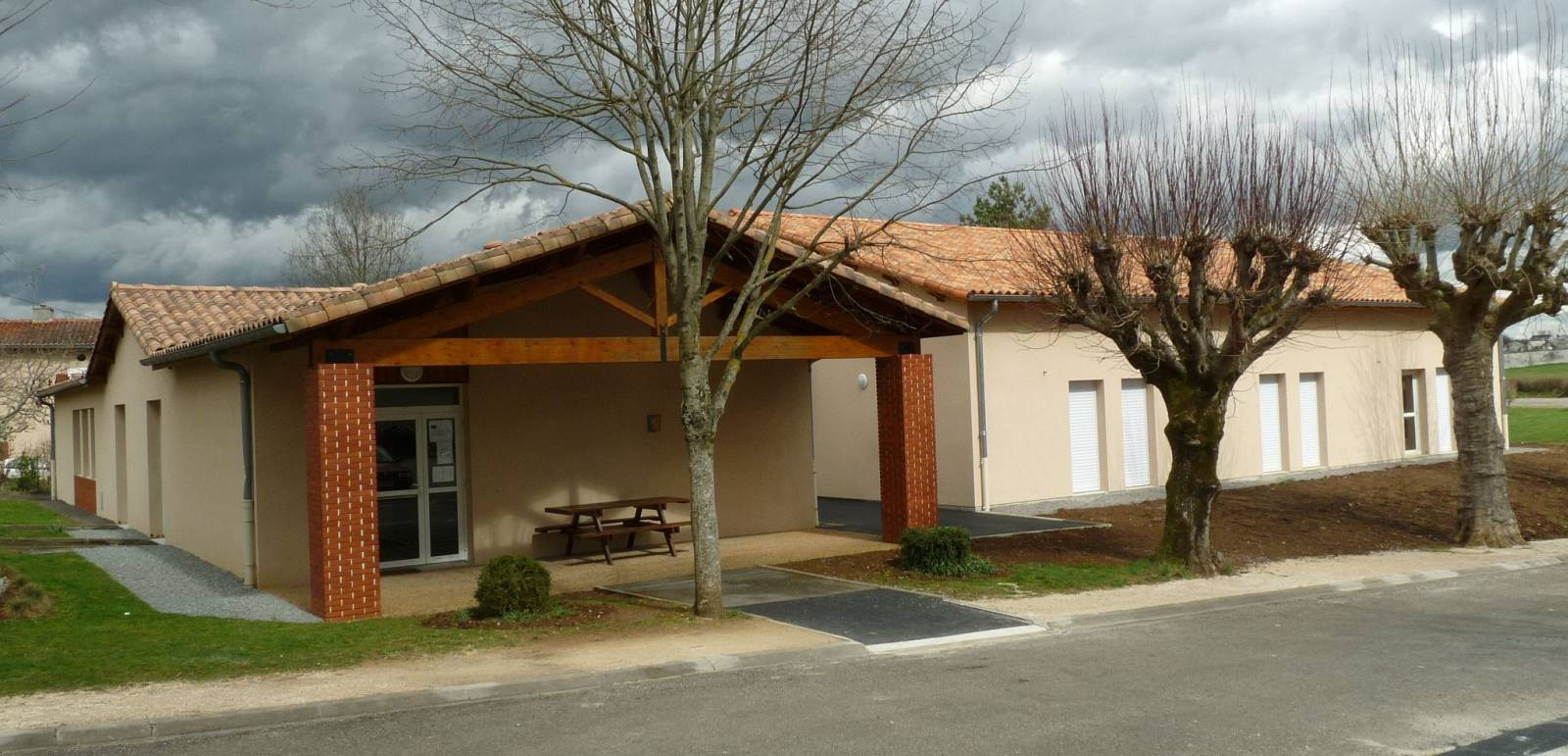
La salle des fêtes, en face de l'école.

### Enseignement
L'école est un RPI entre Lussac et Nieuil. Lussac accueille l'école élémentaire et Nieuil l'école primaire, avec une classe de maternelle et une classe d'élémentaire. Le secteur du collège est Roumazières-Loubert.

## Lieux et monuments

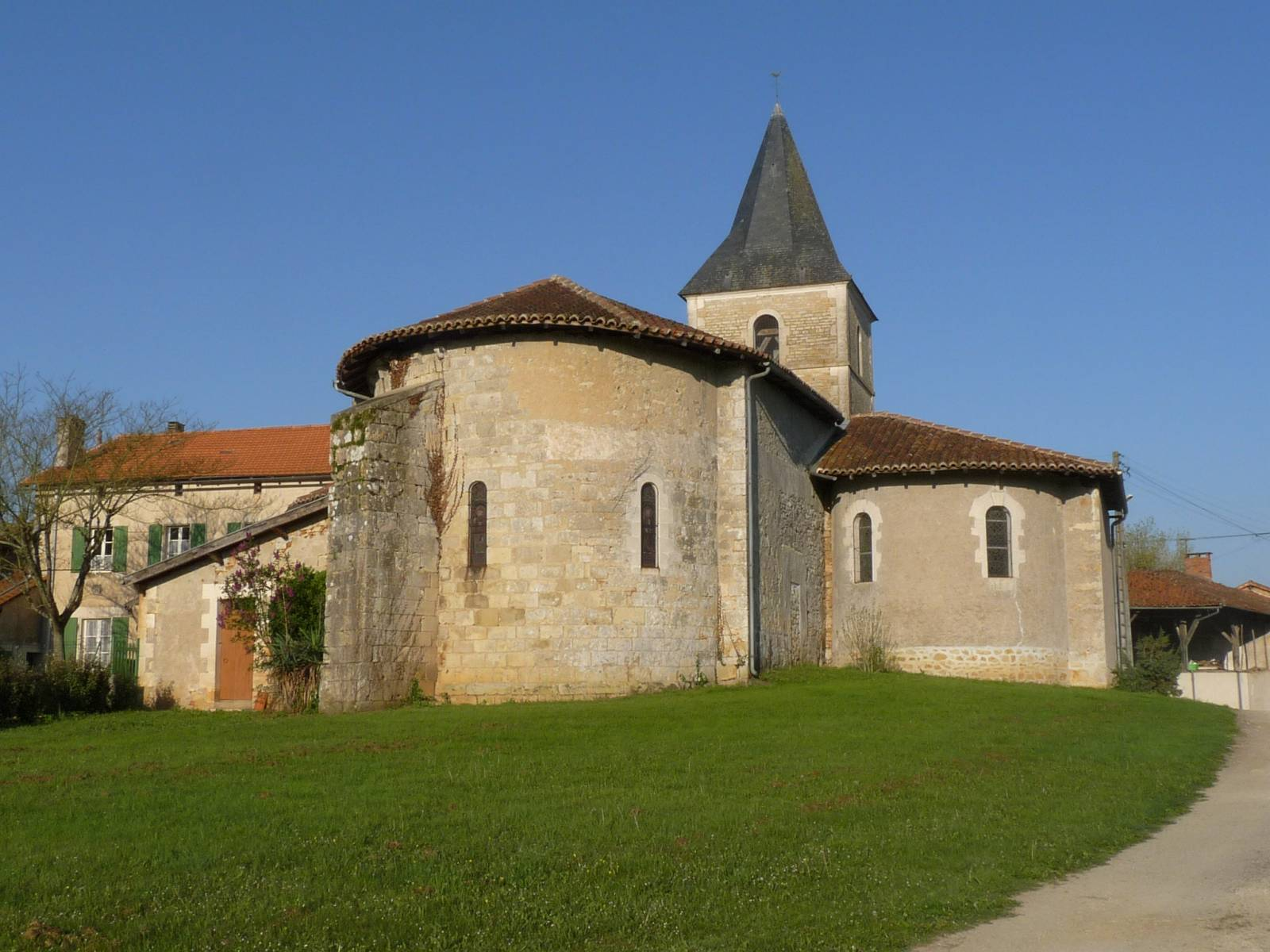
L'église, en bas du bourg.

- L'actuel château de Nieuil a été construit sur l'emplacement des jardins de l'ancien château à la fin du XIXe siècle et transformé en hôtel en 1937 par la famille Fougerat, grands-parents de Jean-Michel Bodinaud, propriétaire jusqu'en 2022. De l'ancien château, ancien relais de chasse de François Ier, logis en L entouré de douves et cantonné de trois tours, il ne reste qu'une tour conservée comme ruine gothique[39]. En 2022, il est racheté par la société Optical Center.
- L'étang de Nieuil, au sud du château, était connu autrefois comme un lieu de promenade dominicale et pour son cadre verdoyant.
- L'église paroissiale Saint-Vivien date du XIIe siècle, et son clocher du XIXe siècle.
- Près du bourg, ancien moulin sur le Son, transformé en habitation dans un cadre remarquable. La fontaine Saint-Vivien, au nord-est de l'écluse du moulin, était guérisseuse.